# جود ابوت
جود ابوت (انگلیسی: Jude Abbott؛ زادهٔ ۴ فوریهٔ ۱۹۶۲) موسیقی‌دان، نوازنده ترومپت و طراحی وب اهل بریتانیا است. وی از سال ۱۹۹۳ میلادی تاکنون مشغول فعالیت بوده‌است. سبک اصلی وی موسیقی فولکلور می باشد.